# Pietro Nanin
Pietro Nanin (Verona, 1808 – 1889) è stato un pittore italiano.
Studiò all'accademia di belle arti Gian Bettino Cignaroli, nella sua città natale, dove ebbe come maestro il pittore Carlo Ferrari. Durante la sua carriera realizzò molte opere di arte sacra, in particolare pale d'altare per chiese e oratori del veronese e del trentino, tra cui una Ultima cena per la parrocchiale di Peri, un Cristo crocefisso per quella di Nogara, una presentazione di Gesù al tempio per quella di Santa Maria in Stelle.  Altri suoi dipinti si trovano ad Ala, Trento e Santo Stefano di Minerbe.
Raffigurò anche soggetti profani; fu anche un miniaturista e restauratore di affreschi. Divenuto direttore dell'accademia di belle arti, tentò di pubblicare un'opera dal titolo Gli affreschi di Verona senza tuttavia riuscire a portarla a compimento.